# Хадровичи
Хадровичи (серб. Хадровићи / Hadrovići) или Адровичи (серб. Адровићи / Adrovići) — село в общине Вишеград Республики Сербской Боснии и Герцеговины. В настоящее время село необитаемо.